# آتشکده سیاهگل
سیاهگل، یا گاومیشان و یا گاه میشان آتشکده ای باستانی مربوط به دوره ساسانیان، واقع در شهرستان ایوان، روستای سرتنگ در استان ایلام است.

## موقعیت آتشکده
این آتشکده در ۵ کیلومتری روستای سر تنگ سفلی و در ساحل رودخانه گنگیر قرار گرفته‌است.

## مشخصات
این بنای تاریخی دارای ایوانی مربع شکل به اندازه ۵x۵ متر و ارتفاع حدوداً ۱۰ متر می‌باشد. قطر دیوارهایش یک متر، دارای آتشدان و در قسمت فوقانی، سوراخ‌هایی وجود دارد که شاید برای خروج دود حاصل از سوخت باشد. اطراف این بنا به وسیله حیاطی محصور بوده ولی اکنون به علت عوامل طبیعی و غیرطبیعی تخریب شده‌است. این بنا از سنگ و ساروج و گچ ساخته شده‌است و نوع معماری آن مربوط به دوره ساسانی است.
آتشکده در ساحل جنوبی رودخانه «گنگیر» و با فاصله تقریباً ۷۰۰ متر از آن قرار گرفته‌است و در داخل دشتی کوچک قرار دارد که به احتمال زیاد در اطراف این آتشکده، منازل مسکونی زیادی وجود داشته‌است. زمین‌های حاصلخیز و آبرفتی اطراف آتشکده به احتمال زیاد وقف آن بوده‌است. این آتشکده دارای چهار دروازه به طرف چهار جهت اصلی می‌باشد و همانند آتشکده دوره ساسانی در شهرستان قصر شیرین است. در مقابل آتشکده مذکور و در داخل رودخانه «گنگیر»، سنگ بلندی وجود دارد که ارتفاع آن حدود ۱۲ متر و قطرش ۶ متر است. این صخره را مردم محلی «سان یری» می‌نامند. سنگ دیگری با ارتفاع کمتر در شرق آن واقع شده که در اثر عوامل فرسایش کج شده‌است.

## تاریخچه و معماری بنا
این آتشکده اولین بار توسط یک باستان‌شناس بلژیکی بنام واندنبرگ شناسایی شد و بر اساس معماری بنا و سفالها و اشیاهای پیداشده قدمت این آتشکده به دوره ساسانی بازمی‌گردد. مصالحی که در این بنا استفاده شده از قلوه سنگهایی می‌باشد که به‌طور فراوان در این منطقه یافت شده و برای روی هم قرار دادن آنها از ملاط گچ استفاده کرده‌اند. نمونه‌های دیگری هم مانند این بنا که با این مصالح ساخته شده‌است را می‌توان درا ین منطقه پیدا کرد به عنوان مثال قلعه شمیران در ارتفاعات شمیران. یکی از ویژگی‌های اصلی این بنا و دالان طوافی که دور ان قرار دارد می‌توان گفت که این مکان یک مکان مذهبی است در واقع محلی که آتش را می‌پرستیدند. وجود سفال‌های مختلف از جمله سفالهای چرخ ساز و دست‌ساز به رنگ‌های نخودی و قرمز و همین‌طور تکه‌های شیشه مربوط به این دوران قدمت این آتشکده را نمایان کرده‌است. همچنین وجود سفالهای دوره‌های بعدی نشان دهندهٔ این است که با وجود ورود اسلام اقوامی که دران این شهرستان سکونت داشتند همچنان به اعتقادات خود پایدار بوده‌اند و آتش را مورد پرستش خود قرار می‌دانند.

## مصالح ساخت
این آتشکده از مصالح زیر ساخته شده‌است:
- گچ
- قلوه سنگ‌های نتراشیده
- ملات

## ثبت به عنوان اثر ملی
آتشکده سیاهگل در سال ۱۳۷۹ به عنوان یکی از آثار ملی ایران با شماره ثبت ۲۷۹۳ به ثبت رسیده‌ است.